# Spragueia turca
Spragueia turca är en fjärilsart som beskrevs av Köhler 1979. Spragueia turca ingår i släktet Spragueia och familjen nattflyn. Inga underarter finns listade i Catalogue of Life.